# Ioan Athanasiu
Ioan Athanasiu (n. 27 aprilie 1868, Sascut, Bacău - d. 20 iulie 1926, București) a fost un medic veterinar și fiziolog român, membru corespondent al Academiei Române. A fost profesor la Universitatea din București (1904 - 1926). Este unul dintre întemeietorii fiziologiei moderne românești. A colaborat la marele dicționar de fiziologie francez. A lucrat mai mulți ani în cadrul Institutului Marey din Paris și a făcut cercetări asupra energiei nervoase motoare, asupra electrofiziologiei. A publicat numeroase articole în legătură cu bazele științifice ale educației fizice. Împreună cu Dimitrie Călugăreanu a publicat „Fiziologia animală” (1914). Athanasiu s-a remarcat prin rezolvarea materialistă a problemelor teoretice din domeniul biologiei generale și fiziologiei.